# 멜빈 레어드
멜빈 로버트 레어드 주니어 (Melvin Robert Laird Jr., 1922년 9월 1일 ~ 2016년 11월 16일)는 미국의 공화당 의원이자 리처드 닉슨 행정부 동안 제10대 국방장관 (1969년 ~ 1973년)을 지냈다. 국방장관으로서 그는 의회와 좋은 업무 관계를 구축하였다. 또한 베트남으로부터 미국의 군사 철수를 조율하는 것에 중요한 역할을 했다.

## 어린 시절과 군복무
네브래스카주 오마하에서 정치인, 기업인이자 목사인 멜빈 R. 레어드 시니어의 아들로 태어났다. 1942년 칼턴 칼리지를 졸업한 후, 그는 미국 해군에 복무하여 제2차 세계 대전의 태평양 전쟁에 참전하여 두번이나 상처를 입었으며 한번은 일본군의 가미카제 공격에 의해서였다.

## 의원 활동
1946년 24세의 나이에 레어드는 자신의 부친에 의하여 비워진 위스콘신주 연방 상원의원 의석을 이겨 위스콘신주 역사상 그를 최연소 상원으로 만들었다. 그는 1952년까지 상원에 지내며 과세와 보훈부에 집중하였고 두번이나 공화당 전당 대회 (1948년, 1952년)로 대표단이었다.
레어드는 1952년 연방 하원의원으로 선출되어 거기서 다음 16년을 지냈다. 보수적인 공화당원이었던 그는 외국 원조와 낭비적인 군사비에 대한 빈번한 비평가였으며 세금 축소와 재정적 책임을 흥행하였다. 1962년 그는 외교와 국방 정책과 다루는 책 〈갈라진 하원〉을 저서하였고 2년 후에 의료 연구의 흥행으로 앨버트 래스커 상을 받았다. 그해 그는 공화당 강연 위원의의 의장이었으며 정당을 함께 보유하는 도움을 준 폭발적인 민권 운동에 타협안을 만들었다. 1964년 골드워터 참사의 여파 속에서 그는 산산 조각이 난 정당을 제건하는 노력을 결성하는 도움을 주었다.

## 제10대 국방장관

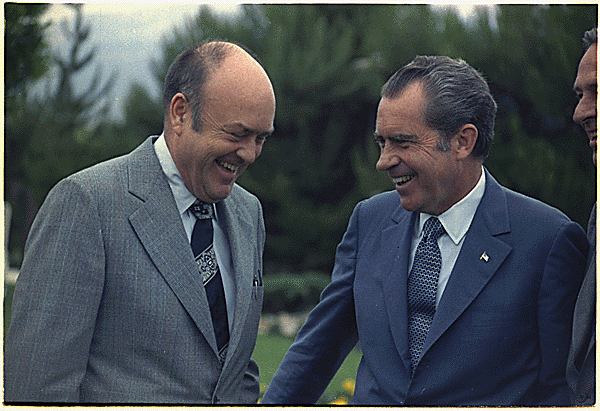
닉슨 대통령과 함께

리처드 닉슨 대통령의 첫 행정부에서 레어드는 국방장관으로 유능하게 지냈다. 하원 예산 위원회의 국방 소위원으로부터 얻어진 군사에 관한 상식이 대신에 그를 세워주었고 의회에서 그의 접속은 그에게 행정부의 독립된 권력 기반을 주었다. "부력과 장난기 넘치는 유머"의 남성으로서 헨리 키신저에 의하여 묘사된 레어드는 또한 효과적인 관료 내부 투쟁자였고 성공적으로 키신저와 다른 잠재적 침입자들에 맞서 자신의 영역을 방어하였다.
레어드는 자신의 전임자 로버트 맥나마라에 의하여 남겨진 피해를 복구하는 데 많은 일을 했다. 맥나마라는 어쩌다 의회와 다루는 중에 오만하고 거칠었으며 레어드는 의회의 신뢰와 확신을 얻는 데 자신의 길을 떠나 거기에 수많은 인연을 활용하고 의회 위원회 앞에서 시간을 보냈다. 그의 재직 기간에 의회에 의하여 거부된 아무 국방부의 요청은 없었으며 다양한 국방장관들 중에 유일한 성취였다.
자신이 저책에 미국의 군사 지도자들과 가끔 불동의했어도 레어드는 그들과 함께 가깝고 효과적인 업무 관계를 개발하였다. 맥나마라와 달리 그는 군사에 대한 기본적인 신뢰가 있었다. 그는 군사 지도쟈들을 단단히 통제하기 위하여 맥나마라가 창조했던 장치를 해체하였다. 맥나마라가 예산을 작성했던 것은 군사에 제출하였다. 레어드는 예산 편성에 관한 새로운 계획을 군사에 복원시켜 그러고나서 그와 그의 민간 고문들이 면밀한 조사를 받은 예산 수치를 초안 작성할 수 있도록 했다.
레어드는 효과적으로 베트남 전쟁의 발발에 국가를 휩쓸은 반군부 감정에 맞서 군대를 방어하였다. 그는 1969년 징병제를 추첨 방식으로 바꾸는 도움을 주어 그 기관의 인기 없는 것을 완화하였다. 그는 또한 전원 모병제 군대에 변환을 위하여 계획을 세웠고 군대에서 백만명의 남성들을 감축하는 것을 주재하였다. 스스로 변화를 시작함으로써 더욱 급진적인 변화를 위하여 의회로부터 압력을 물리치는 도움을 주었다.
레어드는 미국을 베트남으로부터 나오게 하는 중요한 역할을 했다. 전쟁이 민주당원들이 있으면서 공화당원들을 파괴할 수 있는 정치적 짐이었다는 것을 알아차린 그는 미국을 구출하는 데 열심히 노력을 하여 미군의 점진적인 철수와 베트남인들에게 책임의 이동을 의미하여 그것을 성취하는 데 끈기 있게 노력하는 "베트남화"라는 신조어를 만들었다. 닉슨과 미국 국가안보보좌관 키신저는 가끔 미군 철수의 속도에 따라 레어드와 불동의하였으나 정책 자신은 승리하였고 레어드가 장관직을 떠난지 짧은 후에 1973년 1월 파리 평화 협정과 함께 최종적 미군 철수는 완료되었다.
다른 분야들에서 레어드는 영향을 끼치는 정책에서 성공적이지 못했다. 국무장관 윌리엄 P. 로저스와 더불어 그는 캄보디아로 들어가는 전쟁의 확장 (1970년)과 하이퐁 항구의 채굴 (1972년)을 강하고 비성공적으로 반대하였다.

## 이후의 세월

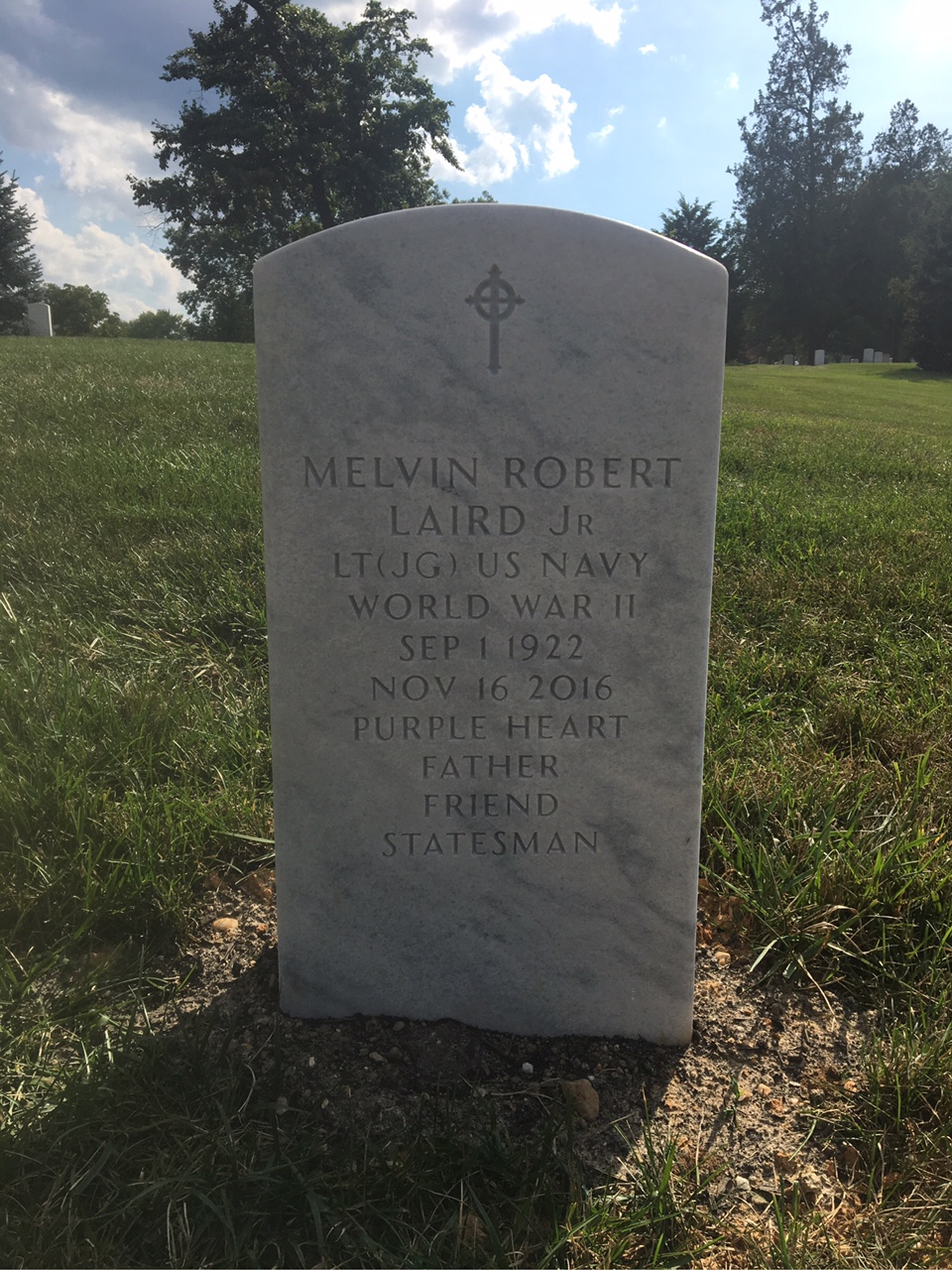
알링턴 국립묘지에 있는 레어드의 묘비

닉슨의 첫 기간의 말기에 레어드는 국방부를 떠났으나 확장된 워터게이트 사건의 여파 속에서 국내 정세를 위하여 닉슨 대통령에게 참사관이 되는 데 1973년 6월 워싱턴 D. C.로 돌아왔다. 1974년 그는 자신이 국방과 외교 정책을 다루는 기사들을 기여했던〈리더스 다이제스트〉의 연장 참사관이었다. 레어드는 후자의 분야들에서 지속적으로 활동적이었으며 1983년 그는 10년 동안 아무 우주 무기의 개발을 연기하는 데 소련과 합의하고 전략 무기에 미-소간의 비준되지 않은 1979년 조약과 지속적으로 준수하는 데 레이건 행정부를 촉구한 5명의 외교 정책 지도자들 중의 하나였다. 1993년 그는 뉴욕 타임스에서 바버라 크로셋에 의하여 보고되면서 미군 철수 후에 베트남과 라오스에서 미군 전쟁 포로들이 남아있었던 것을 믿는 이유를 자신이 가졌다는 것을 상원 위원회 앞에서 증언하였다. 이 주장들은 권력을 위하여 그의 전 라이벌 키신저에 의하여 강하게 비판을 받았다. 레어드는 1981년부터 1982년까지 항공기 제작 회사 마틴 마리에타의 이사회에 있었다. 후자의 세월에 그는 통신 위성 주식회사의 이사회 의장이 되어 1997년 자신의 퇴직까지 거기에서 지냈다.

## 사망
2016년 11월 16일 레어드는 플로리다주 포트마이어스에서 94세의 나이에 심장 기능상실로 사망하였다.
그는 알링턴 국립묘지에 안장되었다.

## 역대 선거 결과
| 선거명        | 직책명                        | 대수 | 정당   | 득표율 | 득표수    | 결과 | 당락                     |
| ------------- | ----------------------------- | ---- | ------ | ------ | --------- | ---- | ------------------------ |
| 1946년 재선거 | 상원의원 (위스콘신 제24부)    | 68대 | 공화당 | 96.46% | 22,374표  | 1위  | 위스콘신 주의원 당선     |
| 1948년 선거   | 상원의원 (위스콘신 제24부)    | 69대 | 공화당 | 97.02% | 22,911표  | 1위  | 위스콘신 주의원 당선     |
| 1952년 선거   | 하원의원 (위스콘신 제7선거구) | 83대 | 공화당 | 72.32% | 95,049표  | 1위  | 위스콘신주 하원의원 당선 |
| 1954년 선거   | 하원의원 (위스콘신 제7선거구) | 84대 | 공화당 | 59.11% | 57,581표  | 1위  | 위스콘신주 하원의원 당선 |
| 1956년 선거   | 하원의원 (위스콘신 제7선거구) | 85대 | 공화당 | 61.85% | 80,143표  | 1위  | 위스콘신주 하원의원 당선 |
| 1958년 선거   | 하원의원 (위스콘신 제7선거구) | 86대 | 공화당 | 60.46% | 59,186표  | 1위  | 위스콘신주 하원의원 당선 |
| 1960년 선거   | 하원의원 (위스콘신 제7선거구) | 87대 | 공화당 | 67.12% | 95,152표  | 1위  | 위스콘신주 하원의원 당선 |
| 1962년 선거   | 하원의원 (위스콘신 제7선거구) | 88대 | 공화당 | 66.06% | 68,418표  | 1위  | 위스콘신주 하원의원 당선 |
| 1964년 선거   | 하원의원 (위스콘신 제7선거구) | 89대 | 공화당 | 61.76% | 98,110표  | 1위  | 위스콘신주 하원의원 당선 |
| 1966년 선거   | 하원의원 (위스콘신 제7선거구) | 90대 | 공화당 | 65.15% | 74,942표  | 1위  | 위스콘신주 하원의원 당선 |
| 1968년 선거   | 하원의원 (위스콘신 제7선거구) | 91대 | 공화당 | 64.12% | 101,808표 | 1위  | 위스콘신주 하원의원 당선 |